# Äggakaka

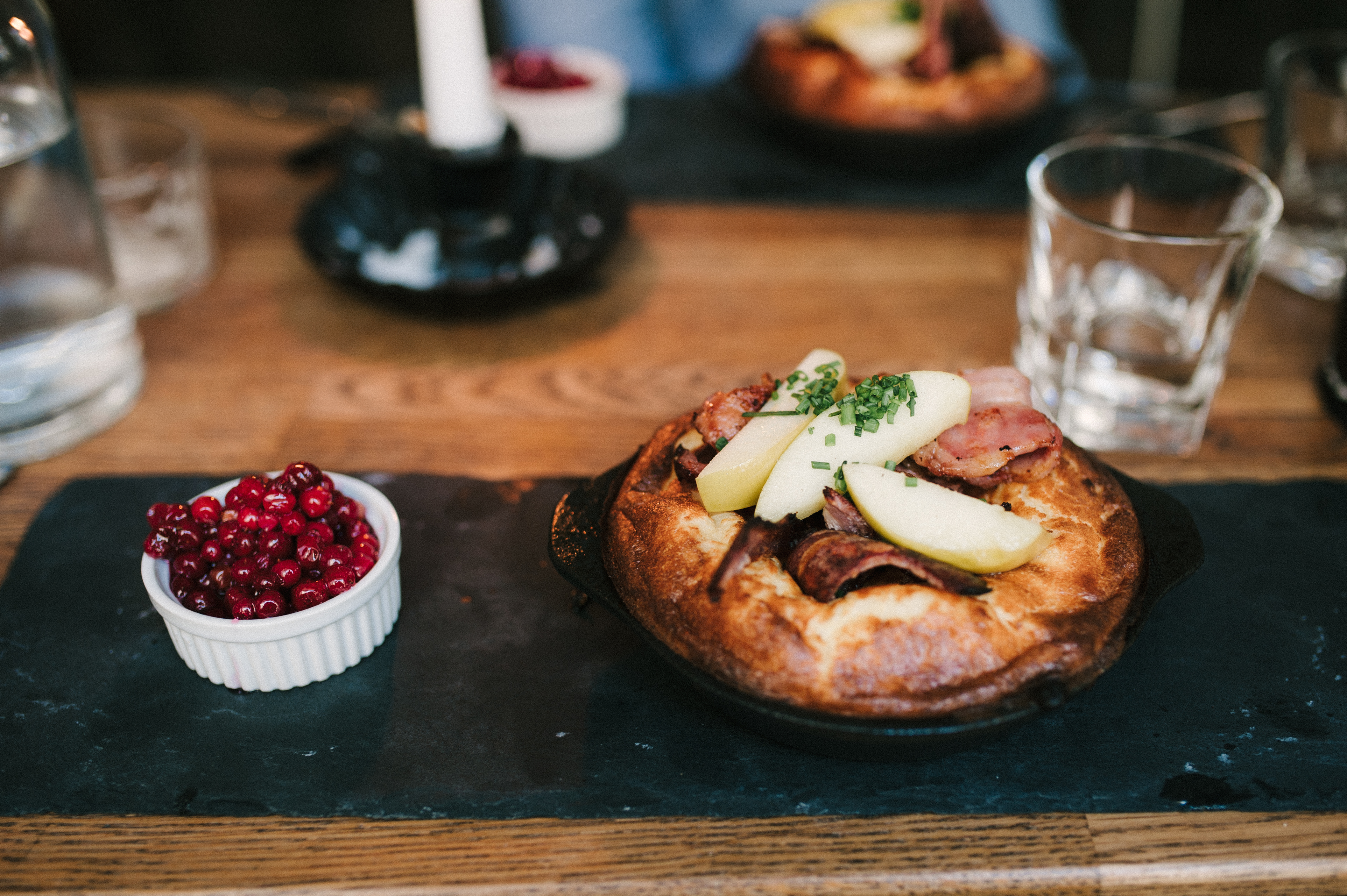
En skånsk äggakaka med stekt fläsk och äpple (till höger) och lingon (till vänster).

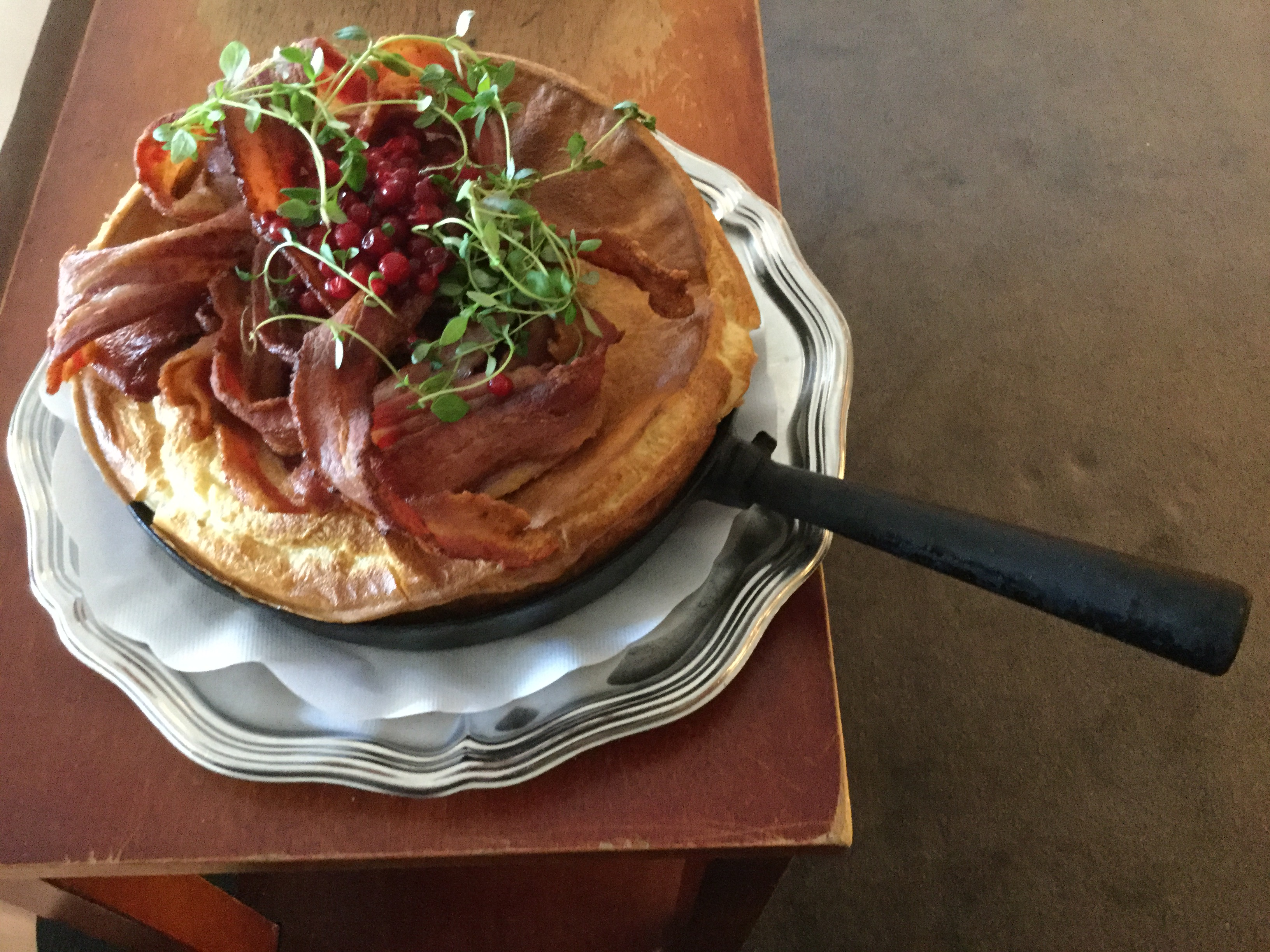
Äggakaka på Spångens gästgivaregård i Ljungbyhed.

Äggakaka är en traditionell dansk-skånsk maträtt   som till viss del kan liknas vid kolbulle eller ugnspannkaka, och som serveras med stekt fläsk och traditionellt med rödkål, rosenkål eller rödbetor.  Lingon är ett vanligt tillbehör i Sverige. 

## Tillagning
Vid tillagning av äggakaka bereder man en pannkakslik smet, men tillsätter fler ägg och rikligare mängder mjölk så att konsistensen blir krämigare. Det är också vanligt att tillsätta mald peppar i smeten. För stekning används antingen det fett som blir över vid stekningen av fläsket tillsammans med smör, eller enbart smör. Vid stekning enbart i smör hälls fettet från fläsket över den färdiga äggakakan då detta bibehåller en tydligare fläsksmak för den färdiga rätten. Vid tillagning ska tillräckligt med smet hällas i stekpannan för att få en tjocklek på minst 5 cm. För att äggakakan inte skall bränna i botten, lyfts smeten kontinuerligt tills den blir fast krämig i konsistensen. När smeten nästan helt har stelnat sätter man ett stort lock till stekpannan, vänder upp och ner på äggakakan och tillsätter en ny klick smör i pannan. När smöret har smält, låter man äggakakan glida av locket tillbaka ner i stekpannan med den ogräddade sidan nedåt. När ytan har blivit gyllenbun är äggakakan klar.
Till skillnad från kolbullen är äggakakan tillagad med rikliga mängder ägg, varav namnet, och stekt i rikligt med smör. Äggakakan är inte heller sammankopplad med dålig tillgång på råvaror eller köksutrustning. Vissa recept påvisar att äggakakan skall ställas i ugn. Den liknar då mer en ugnspannkaka och förlorar den karakteristiska smörstekytan.

## Servering
Äggakaka serveras alltid med rökt stekt fläsk. Ofta strimlas eller tärnas det stekta fläsket direkt i smeten innan tillagning av äggakakan. Detta får dock som följd att fläsksmaken blir svag. Därför är det vanligt att steka fläsket separat, och tillsätta det ovanpå den färdiga äggakakan tillsammans med det smälta fettet från fläsket. Detta ger en tydligare ton av stekt fläsk till rätten.
Lingonsylt används ofta som tillbehör till äggakaka. Tidigare var äppelmos eller smörstekta äppelklyftor ett vanligt tillbehör.